# 원생몽유록
《원생몽유록》(元生夢遊錄)은 조선 선조 때 학자 원호(元昊)가 지은 한문소설이다. 내용은 단종 때의 생육신의 한 사람인 남효온을 모델로 한 것이다. 이 소설은 종래에는 임제가 지은 것으로 알려졌으나 원호의 작품임이 판명되었다.